# یواس‌اس تالووانا (ای‌او-۶۴)
یواس‌اس تالووانا (ای‌او-۶۴) (به انگلیسی: USS Tolovana (AO-64)) یک کشتی بود که طول آن ۵۵۳ فوت (۱۶۹ متر) بود. این کشتی در سال ۱۹۴۵ ساخته شد.